# 趙自化
赵自化（949年—1005年），祖籍德州平原，因其父避乱寓居洛阳，故为洛阳人，北宋医家、宫廷御医。
其父赵知嵓精通经方医术，因此赵自化与其兄赵自正自幼研习经方医药之术。后晋灭亡，赵知嵓被辽国俘虏。赵知嵓后来回到中原，居住洛阳。后周显德年间，赵自化与其父、兄迁居开封，三人皆以医术闻名。赵自化医术更精。其父死后，赵自正应试而补官翰林医学。后因治愈秦国长公主疾病，病愈，再加尚药奉御。淳化五年（994年）授医官副使，善切脉，精望诊，诊治有奇效。至道年间，因为交游非类、泄宫中语，黜为郢州团练副使，不久复职。咸平三年（1000年）为医官正使。官至景州刺史。景德元年（1004年），雍王赵元份病故，赵自化受到牵连，被降为医官院的副使。景德二年（1005）卒。撰有《四时养颐录》，记述饮食疗法，宋真宗更名《调膳摄生图》，并为之作序。赵自化喜欢赋诗，有《汉沔诗集》五卷，宋白、李若拙为之序。另撰《名医显秩传》三卷，今佚。

## 延伸阅读
[在维基数据编辑]
 《宋史/卷461》，出自脱脱《宋史》